# Daniel Dipp
Daniel Dipp (Passo Fundo, 11 de julho de 1914 — Passo Fundo, 25 de novembro de 1987) foi um advogado e político brasileiro.
Nascido no imo de uma família sírio-libanesa, foi casado com Helena Langaro Dipp e é pai do jurista Gilson Langaro Dipp, do engenheiro e político Airton Langaro Dipp e do advogado e Juiz do TRE-RS Hamilton Langaro Dipp.
Formado na Faculdade de Direito de Porto Alegre, iniciou sua carreira política aos 30 anos, quando foi eleito vice-prefeito de Passo Fundo.
Ao final do mandato, foi eleito, em 3 de outubro de 1950, deputado estadual, pelo PTB, para a 38ª Legislatura da Assembleia Legislativa do Rio Grande do Sul, de 1951 a 1955.
Ainda deputado, concorreu e foi eleito prefeito de Passo Fundo, em cujo cargo permaneceu de 1 de janeiro de 1952 a 2 de janeiro de 1955. Eleito deputado federal pelo Rio Grande do Sul, em 1954 e reeleito em 1958, todos os mandatos pelo PTB.
Foi um dos líderes do Movimento Trabalhista Renovador, de Fernando Ferrari, pelo qual, na eleição de 1962, ficou somente com a segunda suplência, tendo novamente se candidatado sem sucesso em 1966 e 1970.